# Разрушенный город (скульптура)
Разрушенный город — скульптура, которую построил Осип Цадкин в память о бомбардировке Роттердама. Открытие состоялось 15 мая 1953 на Площади 1940 в гавани Лефен, недалеко от Морского музея. Скульптура включена в список объектов культурного наследия Нидерландов.
Предположительно, вдохновением «Разрушенному городу» послужило путешествие Цадкина из Парижа в голландский город Дёрне к своему другу, врачу Хендрику Вигерсма. Когда поезд проезжал через центр Роттердама, Цадкин был поражен разрушениями.
Скульптура сделана из бронзы и представляет собой человеческую фигуру без сердца, как символ сердца Роттердама, потерянного в бомбардировке.
Дирекция универмага Бэйенкорф подарила городу эту скульптуру. Одно из условий дара состояло в том, что именно на этом и только этом месте будет стоять памятник. Впоследствии это привело к многочисленным дискуссиям.
Монумент напоминает об уничтожении города немцами. Сам автор сказал так о своем творении:

Скульптура олицетворяет человеческое горе, что пришлось пережить городу, который лишь с Божеской милостью хотел жить и прорастать, как лес. Это крик отвращения от нечеловеческой жестокости палача.

Перед строительством новой ветки метро в 1975 скульптуру переместили на 60 метров. В 2005 вследствие строительных работ её пришлось на время убрать в сторону. Воспользовавшись возможностью властями был проведен огромный ремонт. На её месте построили реставрационный центр. 14 мая 2007 губернатор Опстелтен вернул Разрушенному городу его место на площади 1940. Президент Германии Хорст Кёлер положил венок к монументу, как и многие другие делали до него, во время своего официального визита В Нидерланды в октябре 2007.
C течением лет памятник получил много прозвищ от жителей Роттердама. Помимо «Разрушенного города» люди знают скульптуру, как «Город без сердца», «Задкини», «Дырявый Ян», «Ян с ручками», «Ян с чашечками».